# Siwce (Stryszawa)
Siwce – część wsi Stryszawa w Polsce położona w województwie małopolskim, w powiecie suskim, w gminie Stryszawa. Krajowy Rejestr Urzędowego Podziału Terytorialnego Kraju podaje nazwę Siwce, jednak mapy i przewodnik turystyczny podają nazwę Siwcówka. Takiej też nazwy używa miejscowa ludność.
Siwcówka znajduje się na północno-zachodnim grzbiecie Solniska w Paśmie Jałowieckim. Płynie przez nią potok Siwcówka. Od skrzyżowania z krzyżem przy głównej drodze wiodącej przez Stryszawę, na Siwcówkę prowadzi asfaltowa droga. Dzięki otwartym terenom z Siwcówki roztacza się szeroki widok na dolinę Stryszawki i Pasmo Solnisk.
Oprócz prywatnych domów na Siwcówce znajduje się Klasztor Sióstr Zmartwychwstanek na Siwcówce i kaplica. Obok klasztoru jest budynek zwany kapelanówką, w którym w latach 1960–1967 spędzał wakacje prymas Stefan Wyszyński i często odwiedzał go tutaj Jan Paweł II przychodząc na nogach z Zawoi. Obecnie w budynku tym jest Izba Pamięci Stefana Wyszyńskiego. Na wzgórzu powyżej jest duży ośrodek rekolekcyjny księży zmartwychwstanów i dom modlitwy z kaplicą pod wezwaniem Miłosierdzia Bożego.
Na Siwcówce stoi także rodzinny dom Władysława Fronta zwanego malarzem Babiej Góry. Namalował kilkaset jej obrazów, obecnie wystawianych w wielu muzeach w Polsce i znajdujących się w prywatnych kolekcjach m.in. w Szwecji, USA, Kanadzie, Australii.
Przez Siwcówkę, a dalej obok Wodospadu Roztoki prowadzi szlak rowerowy i ścieżka przyrodnicza wychodząca z lasu na przysiółku Roztoki, obok parkingu samochodowego.

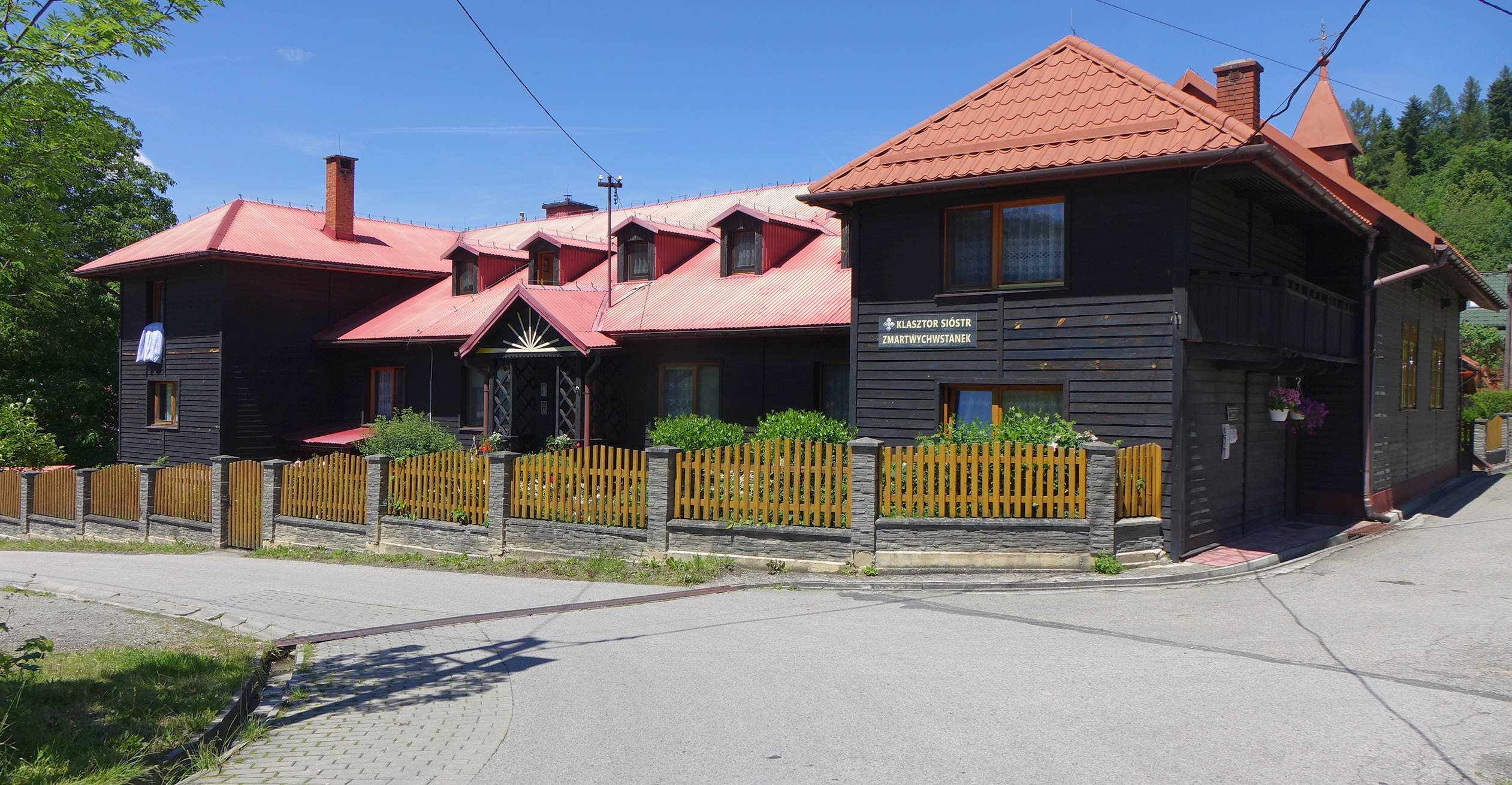
Klasztor sióstr zmartwychwstanek
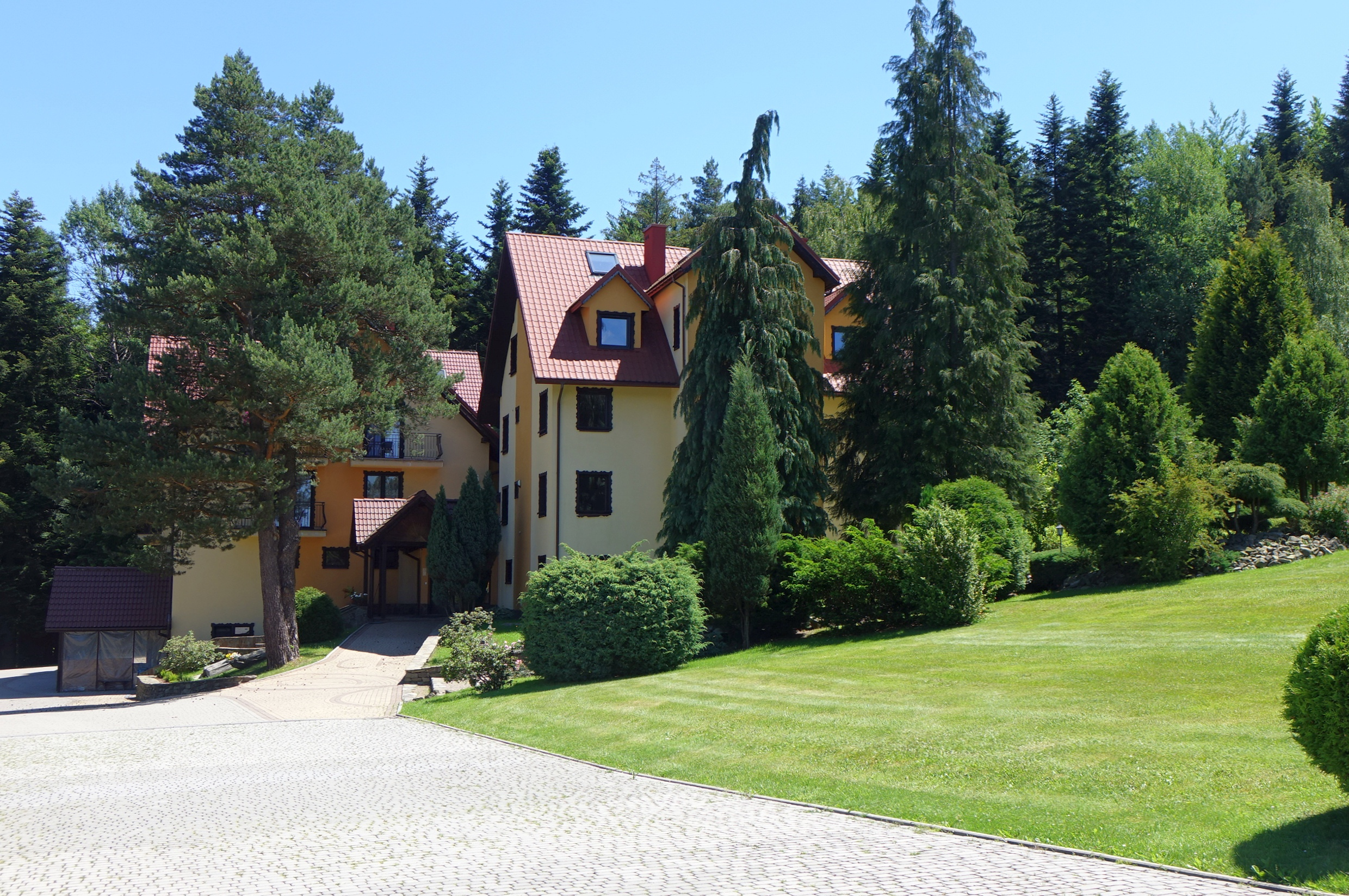
Ośrodek rekolekcyjny księży zmartwychwstanów
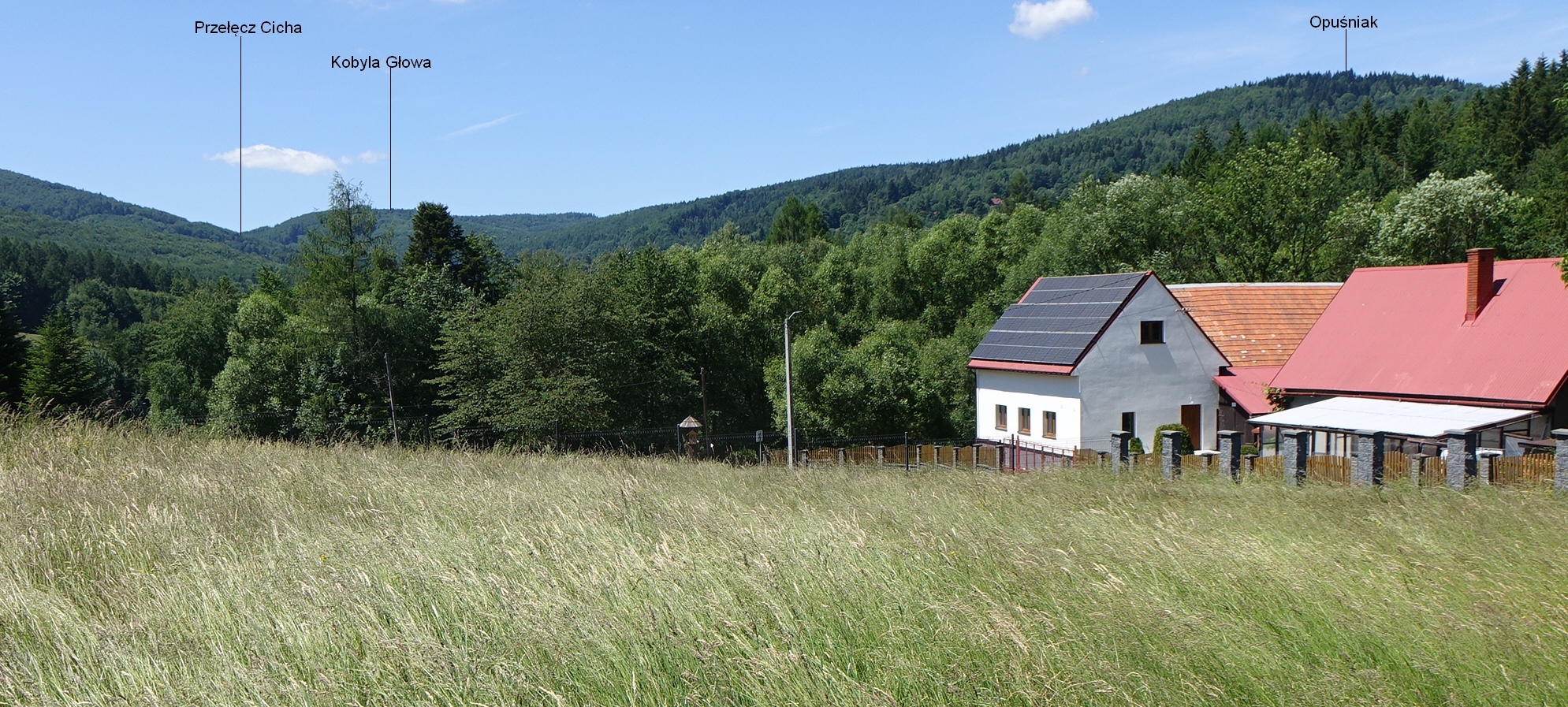
Widok z Siwcówki